# Antapistis digestalis
Antapistis digestalis là một loài bướm đêm trong họ Noctuidae.